# اچ‌ام‌اس هایت (جی۱۹۴)
اچ‌ام‌اس هایت (جی۱۹۴) (به انگلیسی: HMS Hythe (J194)) یک زیردریایی بود که طول آن ۱۷۴ فوت (۵۳٫۰ متر) بود. این زیردریایی در سال ۱۹۴۱ ساخته شد.